# یوکاری کاراکویو (گول‌باشی)
یوکاری کاراکویو (به ترکی استانبولی: Yukarıkarakuyu) (به کردی: Hêwedî) یک منطقهٔ مسکونی در ترکیه است که در گول‌باشی واقع شده‌است.